# Liste des US Routes au Rhode Island
Les US Routes au Rhode Island font partie du réseau des US Routes. Celles-ci sont entretenues par le Rhode Island Department of Transportation (RIDOT). 

## Liste
| Numéro | Longueur (mi) | Longueur (km) | Terminus sud / ouest                            | Terminus nord / est                                     | Créée | Notes |
| ------ | ------------- | ------------- | ----------------------------------------------- | ------------------------------------------------------- | ----- | ----- |
| US 1   | 57,00         | 91,70         | US 1 à la frontière du Connecticut à Westerly   | US 1 à la frontière du Massachusetts à Pawtucket        | 1926  |       |
| US 6   | 26,50         | 42,60         | US 6 à la frontière du Connecticut à Foster     | US 6 à la frontière du Massachusetts à East Providence  | 1926  |       |
| US 44  | 26,30         | 42,30         | US 44 à la frontière du Connecticut à Glocester | US 44 à la frontière du Massachusetts à East Providence | 1935  |       |
|        |               |               |                                                 |                                                         |       |       |